# Малокуразово
Малокура́зово (рос. Малокуразово, башк. Бәләкәй Ҡураз) — присілок у складі Калтасинського району Башкортостану, Росія. Входить до складу Краснохолмської сільської ради.
Населення — 150 осіб (2010; 190 у 2002).
Національний склад:
- марійці — 97 %